# 찰스 허버트

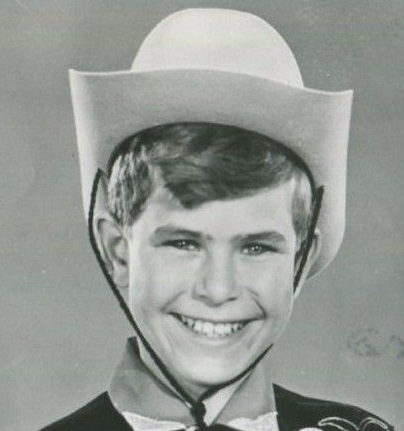

찰스 허버트(Charles Herbert, 1948년 12월 23일 ~ 2015년 10월 31일)는 미국의 배우, 텔레비전 배우, 영화배우이다.
컬버시티에서 태어났으며 라스베이거스에서 사망하였다. 사인은 심근 경색이다.

## 영화
- 소셜 네트워크 (2010년)